# Jan Leyers
Jan Anna August Leyers (Wilrijk, 16 mei 1958) is een Belgisch muzikant en televisiemaker.

## Levensloop
Leyers behaalde in 1977 een kandidaatsdiploma in de filosofie aan de Universiteit Antwerpen. Leyers studeerde in 1980 af als licentiaat filosofie (Gent, RUG).
In 1978 richtte hij samen met Hugo Matthysen, Bart Peeters en Marc Kruithof de coverband Beri-Beri op; de groep probeerde ook met eigen nummers succes te bereiken maar zonder resultaat. Begin jaren 80 maakte Leyers muziek voor enkele theaterproducties (voornamelijk te Antwerpen) en musicals.
In 1986 ontmoette hij Paul Michiels; het duo besloot te gaan samenwerken en werd later bekend onder de naam Soulsister. In 1988 haalde de groep een grote hit met het nummer The Way to Your Heart. In 1994 kwam het laatste album van Soulsister uit. Naast verschillende muzikale projecten legde Leyers zich daarna ook meer toe op het maken en presenteren van televisieprogramma's. In 1996 richtte hij My Velma op met Flip Kowlier en Joost Van Den Broeck. Deze nieuwe groep genoot enig succes met hun twee eerste singles. In 1998 volgde hun eerste (en enige) album Exposed. Op 1 maart 2008 gaf Soulsister een groots reünieconcert in het Antwerps Sportpaleis.
In 1993 schreef Leyers samen met Paul Jefferson en Sally Dworsky het nummer That’s As Close As I’ll Get To Loving You, dat werd opgenomen door Aaron Tippin en eind 1995 gedurende drie weken op nr. 1 in de Billboard Country Charts stond.
Leyers is peter van de Belgische ngo Dierenartsen Zonder Grenzen. Deze organisatie leidt dierenartsen in Afrikaanse ontwikkelingslanden op om in te staan voor de gezondheid van het vee, dat van levensbelang is voor kwetsbare bevolkingsgroepen. In 2002 bezocht Leyers het Turkana-project in Kenia.

### Televisie
In de zomer van 2012 presenteerde Leyers het programma Zomergasten van de VPRO.
Hij werd door de Universiteit Antwerpen gevraagd om voor het academiejaar 2012-2013 de nieuwe ambassadeur te worden van de alumni van deze universiteit.
In 2014 was hij op Canvas te zien in de documentairereeks Arm & Rijk, waarin hij de ongelijkheid in acht wereldsteden bekeek.
In 2015 is hij juryvoorzitter van de Vlaamse Filmprijzen. In april 2019 werd de E. du Perronprijs 2018 aan hem toegekend.
In 2017 doorkruiste hij verschillende Europese landen voor de achtdelige reeks Allah in Europa, die op Canvas verscheen. Een 2018 verscheen het gelijknamige boek.
In 2019 deed hij mee aan het programma Liefde voor muziek op VTM. Datzelfde jaar keerde hij na veertien jaar terug met het cultureel debatprogramma Nachtwacht op Canvas.
In 2024 maakte hij het zesdelige reisprogramma Jan Leyers bij de Duitsers, dat vanaf september op VRT CANVAS te zien was.

### Privé
Leyers is getrouwd met actrice Anne Meunier (bekend van onder andere 16+), met wie hij vier dochters heeft, presentatrice Dorien Leyers, actrice Ella Leyers, singer-songwriter Billie Leyers en actrice-presentatrice Olga Leyers. Zijn vader was Hugo Leyers.

## Tv-programma's
- De geknipte gast
- De zeven hoofdzonden
- Hotel Titania
- Nachtwacht (2002-2005, 2019-2020)
- De Schaduw van het Kruis (2001)
- Idool 2003
- Idool 2004
- Zomer ...
- De droom van Ludwig
- De weg naar Mekka (2007)
- F.C. De Kampioenen (2004)
- Iets met boeken, boekenprogramma samen met Leon Verdonschot
- De weg naar het avondland (2011)
- Zomergasten
- Tegen de Sterren op (2016)
- Allah in Europa (2017)
- Liefde voor muziek (2019)
- Jan Leyers bij de Duitsers (2024)

## Hitnoteringen
| Album met hitnotering(en) in de Vlaamse Ultratop 200 albums | Datum van verschijnen | Datum van binnenkomst | Hoogste positie | Aantal weken | Opmerkingen |
| ----------------------------------------------------------- | --------------------- | --------------------- | --------------- | ------------ | ----------- |
| Jan Leyers                                                  | 2003                  | 03-05-2003            | 2               | 10           |             |
| In the virgin dark                                          | 2005                  | 24-09-2005            | 20              | 11           |             |
| Songbook 1996-2006                                          | 2006                  | 02-12-2006            | 39              | 9            |             |
| Helder                                                      | 2015                  | 29-08-2015            | 101             | 6            |             |

| Single met hitnotering(en) in de Vlaamse Ultratop 50 | Datum van verschijnen | Datum van binnenkomst | Hoogste positie | Aantal weken | Opmerkingen                  |
| ---------------------------------------------------- | --------------------- | --------------------- | --------------- | ------------ | ---------------------------- |
| Through before we started                            | 1990                  | 20-10-1990            | 3               | 15           | met Soulsister               |
| Well well well                                       | 1991                  | 19-01-1991            | 9               | 9            | met Soulsister               |
| Company                                              | 1991                  | 11-05-1991            | 15              | 9            | met Soulsister               |
| Facing love                                          | 1991                  | 03-08-1991            | 9               | 11           | met Soulsister               |
| She's gone                                           | 1991                  | 19-10-1991            | 19              | 6            | met Soulsister               |
| Fallen angel                                         | 1992                  | 25-01-1992            | 48              | 2            | met Soulsister               |
| Locks and keys                                       | 1992                  | 28-03-1992            | 15              | 10           | met Soulsister               |
| Promises                                             | 1992                  | 04-07-1992            | 15              | 6            | met Soulsister               |
| Only your love will do                               | 2000                  | 28-10-2000            | 2               | 17           |                              |
| Crash & burn                                         | 2003                  | 15-03-2003            | 49              | 1            |                              |
| Don't make me miss you                               | 2003                  | 24-05-2003            | 39              | 3            |                              |
| The long road                                        | 2005                  | 12-02-2005            | 40              | 5            |                              |
| Break my heart                                       | 2005                  | 01-10-2005            | tip9            | -            |                              |
| This one                                             | 2005                  | 24-12-2005            | tip4            | -            |                              |
| As close as I'll get                                 | 2006                  | 06-01-2007            | tip17           | -            |                              |
| Alles komt in orde                                   | 2014                  | 13-09-2014            | tip8            | -            | Nr. 6 in de Vlaamse Top 50   |
| Broeder                                              | 2015                  | 04-04-2015            | tip71           | -            | Nr. 33 in de Vlaamse Top 50  |
| Helder                                               | 2015                  | 29-08-2015            | tip30           | -            | Nr. 10 in de Vlaamse Top 50  |
| Honger in de stad                                    | 2015                  | 05-12-2015            | tip35           | -            | Nr. 21 in de Vlaamse Top 50  |
| Schuilen                                             | 2016                  | 07-05-2016            | tip             | -            | Nr. 27 in de Vlaamse Top 50  |
| Je weet me te vinden                                 | 2018                  | 25-08-2018            | tip25           | -            | Nr. 13* in de Vlaamse Top 50 |